# Lagrangiana (teoria de campos)
Teoria do campo Lagrangiana (de Lagrange) é um formalismo na teoria clássica de campos. É o campo análogo teórico da mecânica Lagrangiana. Mecânica lagrangiana é utilizado para partículas discretas, cada uma com um número finito de graus de liberdade. Teoria de campo Lagrangiana aplica-se ao contínuo e campos, que têm um número infinito de graus de liberdade.
Este artigo usa {\displaystyle \scriptstyle {\mathcal {L}}} para a densidade Lagrangiana, e L para a Lagrangiana. 
O formalismo da mecânica Lagrangiana foi generalizado ainda mais para lidar com teoria de campos. Na teoria de campos, a variável independente é substituída por um evento num espaço-tempo ( x ,  y ,  z ,  t ), ou, mais geralmente ainda, por um ponto s em uma variedade. As variáveis dependentes (q) são substituídas pelo valor de um campo em que um ponto no espaço-tempo φ (x, y, z, t) de modo que as  equações de movimento são obtidas por meio de um princípio de ação, escrito como:
{\displaystyle {\frac {\delta {\mathcal {S}}}{\delta \varphi _{i}}}=0,}
onde a ação, {\displaystyle \scriptstyle {\mathcal {S}},} é um funcional das variáveis dependentes φi(s) com suas derivadas e com s em si mesmo
{\displaystyle {\mathcal {S}}\left[\varphi _{i}\right]=\int {{\mathcal {L}}\left(\varphi _{i}(s),{\frac {\partial \varphi _{i}(s)}{\partial s^{\alpha }}},s^{\alpha }\right)\,\mathrm {d} ^{n}s}}
e onde s = { sα} denota o conjunto de n variáveis independentes do sistemas, indexadas por α = 1, 2, 3,..., n. 
Note-se que L é usado no caso de uma variável independente (t) e {\displaystyle \scriptstyle {\mathcal {L}}} é utilizado no caso de múltiplas variáveis independentes (geralmente quatro: x, y, z, t).